# Железные дороги Югославии

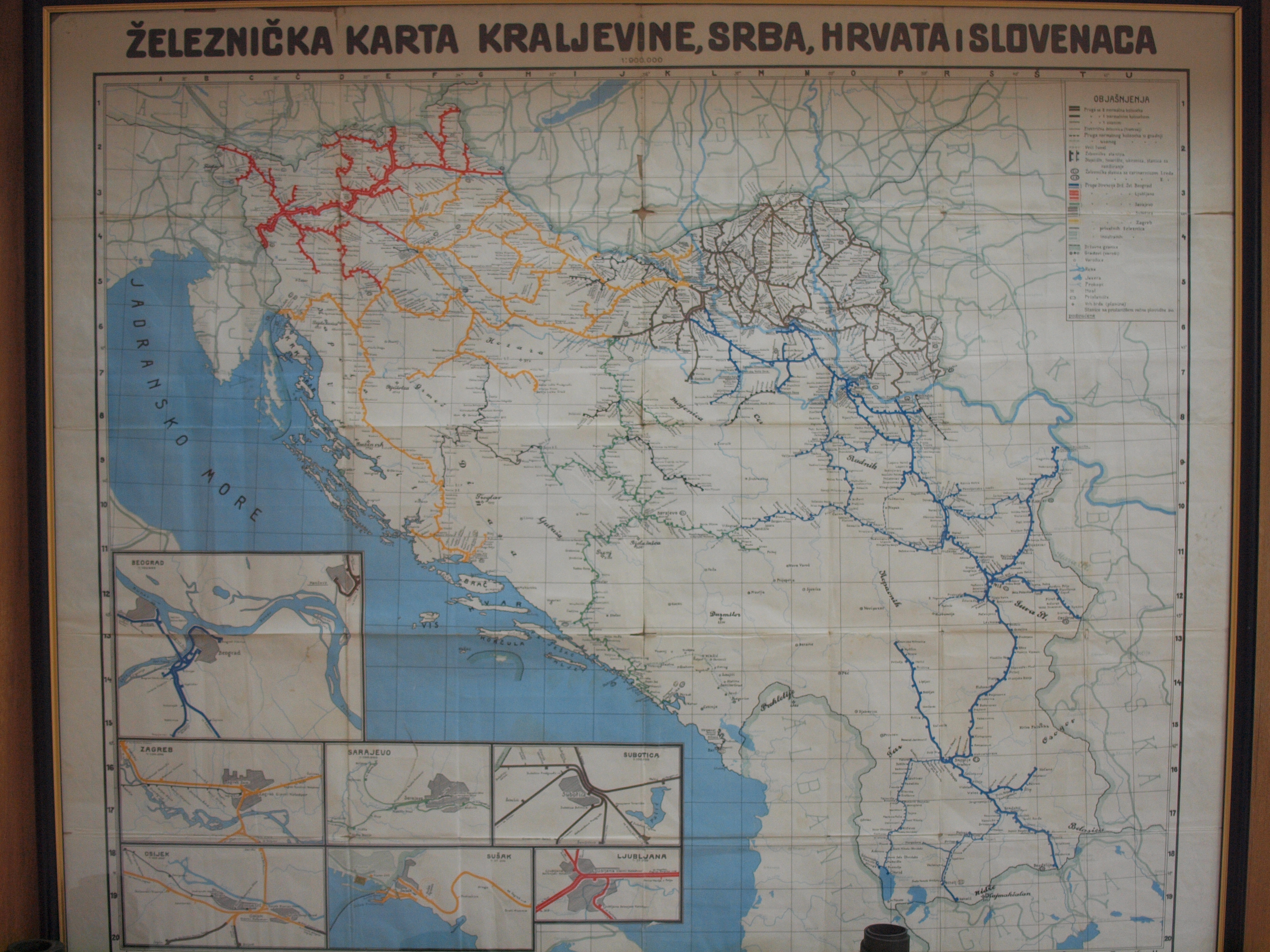
Железнодорожная карта Югославии 1920-х гг.

Логотип Югославских железных дорог

Югославские железные дороги (серб. Југословенске железнице, хорв. Jugoslavenske željeznice, словен. Jugoslovanske železnice, макед. Југословенски железници) (ЮЖД), — государственная железнодорожная компания СФР Югославии. Она была основана в 1918 году как «Железные Дороги Королевства Сербов, Хорватов и Словенцев» (СХС), в 1929 г. переименована в «Югославские государственные железные дороги» (ЮГЖД) и, наконец, изменила свое название в 1952 г. в «Югославские железные дороги». С распадом Югославии созданные государства захватили имущество железных дорог на их территориях и создали новые транспортные предприятия. В Сербии наследником ЮЖД является акционерное общество Железнице Србије.